# Convenzione di Stans

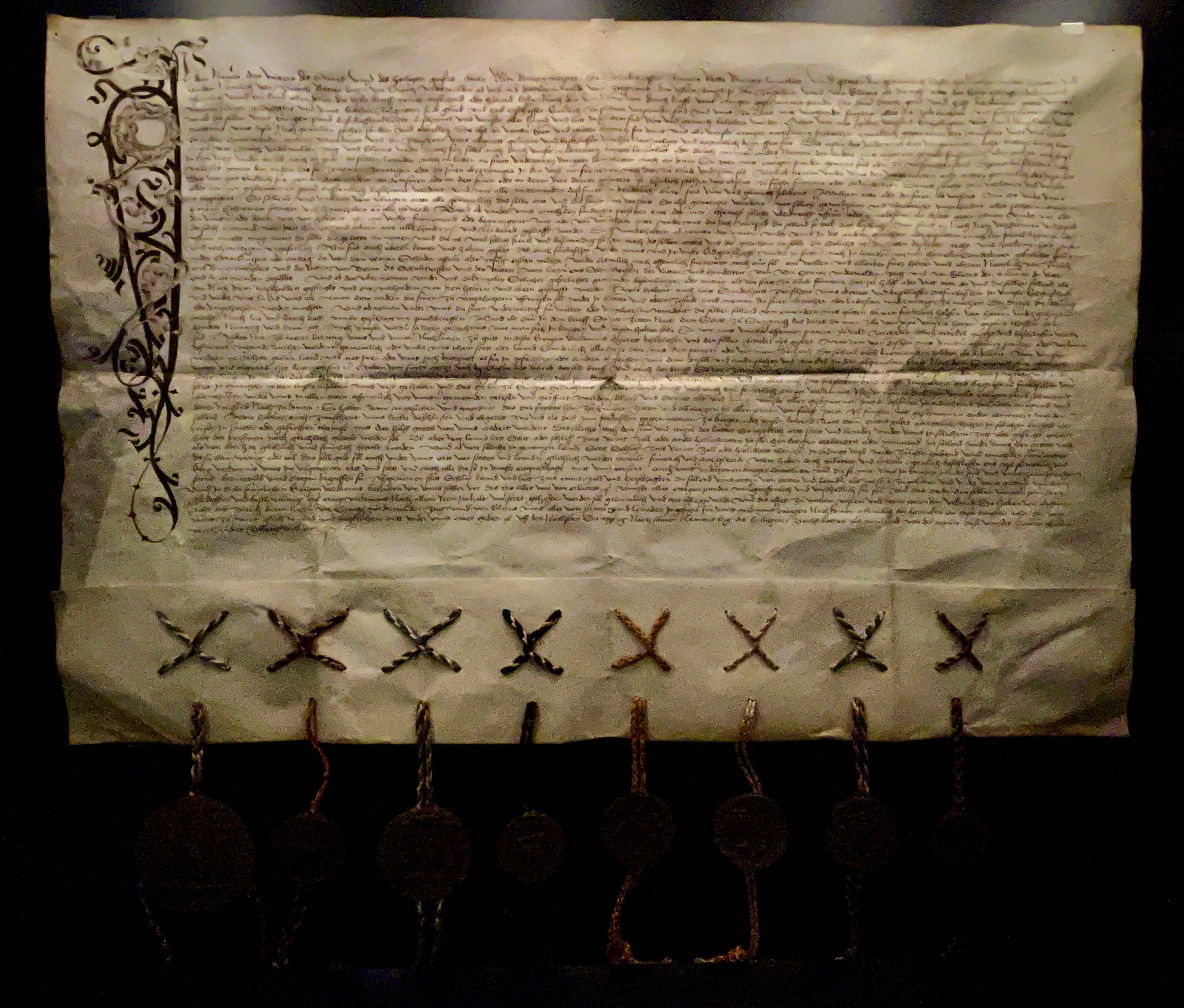
La Convenzione di Stams conservata al Museo dei Patti federali di Svitto

La Convenzione di Stans è un patto tra i cantoni della vecchia Confederazione svizzera degli otto cantoni.
Nel dicembre del 1481 i delegati degli otto cantoni si riunirono a Stans, nella Dieta federale, per discutere sul futuro dello stato elvetico. Le trattative erano a un punto morto e all'orizzonte si profilava una grave crisi.

## Contesto storico
Dopo che i confederati, nel 1476 e nel 1477, avevano sconfitto per tre volte le truppe del Ducato di Borgogna, di cui l'ultima a Nancy, dove Carlo il Temerario perse la testa, alcuni cantoni mostrarono un piglio decisamente aggressivo. Forti della reputazione guadagnata dalla Svizzera sul campo, alcuni membri della confederazione strinsero alleanze particolari, dette comborghesie, con città alsaziane e della Germania meridionale, a ovvio detrimento della stabilità interna. A ciò vanno aggiunti i crescenti disordini nel Paese, causati da giovani veterani di guerra dei cantoni rurali, che si dedicavano a violente scorribande nelle città, tra cui la famosa «spedizione della Folle vita» da parte di fanti urani e svittesi nel 1477. Per proteggersi da tali incursioni dalla Svizzera centrale, i cantoni cittadini strinsero alleanze tra di loro. Il già fragile equilibrio tra gli stati rurali e quelli urbani minacciò di spezzarsi definitivamente quando i cantoni cittadini manifestarono l'intenzione di accogliere nella Confederazione due altre città-stato alleate, Friborgo e Soletta, cosa vista con grande preoccupazione dai cantoni rurali. La vecchia Confederazione era ormai divisa in due schieramenti contrapposti, con il rischio di disgregarsi e di precipitare in una guerra civile dalle conseguenze imprevedibili.

## L'intervento di Nicolao della Flüe

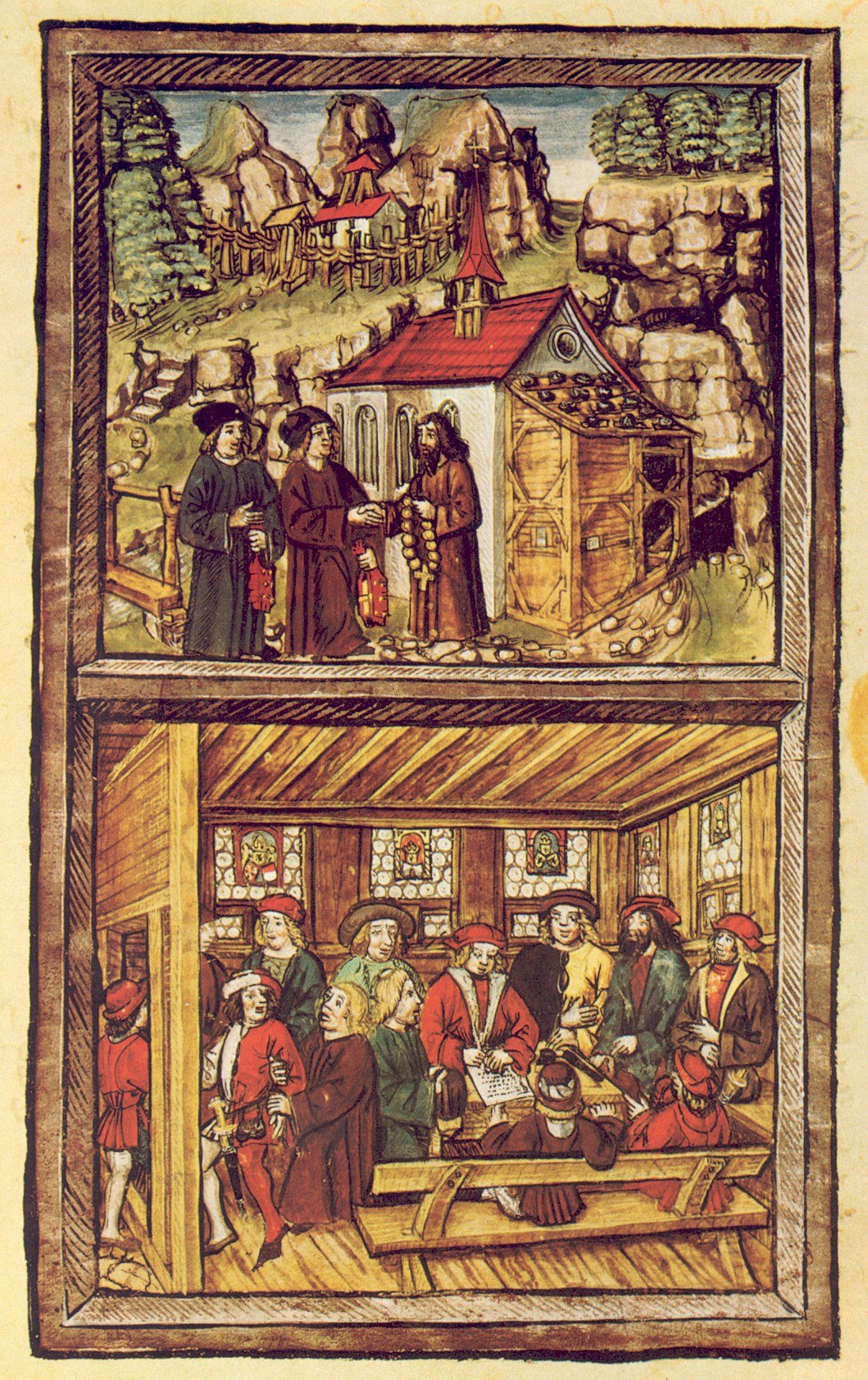
Tavola proveniente dalla Amtliche Luzerner Chronik del 1513 di Diebold Schilling il Giovane.
In alto: Heini Amgrund si reca da Nicolao della Flüe.
In basso: Amgrund torna alla Dieta di Stans con il messaggio di Nicolao, che mette d'accordo i delegati e salva la Svizzera da una guerra civile. Amgrund è mostrato mentre blocca un balivo che vuole correre a dare la buona notizia.

Durante la Dieta, un borghese di Lucerna, Heini (Heimo) Amgrund, rendendosi conto del pericolo, una notte si recò a piedi a Ranft da Nicolao della Flüe per chiedergli consiglio. La mattina seguente, quando già si profilava il fallimento delle trattative, Heini Amgrund giunse dall'eremo di Nicolao, riunì attorno a sé i delegati ed espose il punto di vista del santo.
Non si sa cosa disse San Nicolao, perché proibì di divulgare il suo messaggio al di fuori della cerchia dei delegati alla Dieta e il segreto è resistito fino ai giorni nostri. In ogni modo, le sue parole furono efficaci, perché i cantoni trovarono un accordo e Friborgo e Soletta entrarono a far parte della Confederazione. Le comborghesie furono soppresse e si redasse un nuovo atto, chiamato «Accordo di Stans» o «Convenzione di Stans». Il 22 dicembre del 1481 tutti i cantoni apposero il sigillo alla Convenzione, giurando fedeltà al nuovo patto.
Non sappiamo cosa disse fratello Nicola ma è conservata la lettera scritta il 29 dicembre di quell'anno da parte del governo solettese.

## Contenuto della Convenzione
La Convenzione di Stans vietava di aggredire altri cantoni confederati o i loro alleati e obbligava al mutuo soccorso di un cantone aggredito. Inoltre, prevedeva il giudizio del malfattore da parte del cantone di origine o di quello in cui era avvenuto il delitto, il divieto di tenere assemblee comunali o di assembrarsi senza il consenso dell'autorità, il divieto di sobillare i sudditi di altri cantoni e l'obbligo di mutua assistenza tra cantoni nelle sollevazioni popolari, oltre ad imporre il rispetto della Convenzione di Sempach e della Carta dei preti. Per i cantoni vi era l'obbligo di dare lettura e di prestare giuramento alle tre convenzioni ogni 5 anni. Infine, da quel momento i bottini di guerra sarebbero stati spartiti proporzionalmente tra i cantoni.
Il cammino storico percorso da Heini Amgrund, da Stans all'eremo di Ranft, è ancora oggi meta di pellegrinaggio da parte di molti devoti.